# Dicranomyia affabilis
Dicranomyia affabilis är en tvåvingeart som först beskrevs av Alexander 1952.  Dicranomyia affabilis ingår i släktet Dicranomyia och familjen småharkrankar. Inga underarter finns listade i Catalogue of Life.